# Bad Belzig (stacja kolejowa)
Bad Belzig (niem. Bahnhof Bad Belzig) – stacja kolejowa w Bad Belzig, w kraju związkowym Brandenburgia, w Niemczech. Znajduje się na linii kolejowej Berlin – Blankenheim i Brandenburgische Städtebahn. Według DB Station&Service ma kategorię 5.

## Linie kolejowe
- Linia Berlin – Blankenheim
- Linia Brandenburgische Städtebahn